# A Estranha Hospedaria dos Prazeres
A Estranha Hospedaria dos Prazeres é um filme brasileiro de terror de 1968 produzido e dirigido por José Mojica Marins, também conhecido pelo seu alter ego, Zé do Caixão.

## Sinopse
Um proprietário do hotel sinistro recebe convidados, cujos nomes já estão escritos no livro.

## Elenco
- José Mojica Marins
- Rosalvo Caçador
- Marizeth Baumgartem
- Luzia Zaracausca
- Alfredo de Almeida
- Enirciley Nunes
- David Hungaro
- Jorge Peres
- Giulio Auricchio
- Maria Helena Zeferino
- João Paulo Ramalho (dublador da voz de José Mojica Marins)